# Joan Alfons I de Ribagorça
Joan Alfons I de Ribagorça (1543-1573). Comte de Ribagorça (1565-1573). Fill de Martí I de Ribagorça. El seu pare li va cedir el comtat de Ribagorça en 1565 però Joan Alfons va morir prematurament 8 anys després, i el seu pare Martí va tornar a portar el comtat.